# Euthlastoblatta abortiva
Euthlastoblatta abortiva är en kackerlacksart som först beskrevs av Andrew Nelson Caudell 1904.  Euthlastoblatta abortiva ingår i släktet Euthlastoblatta och familjen småkackerlackor. Inga underarter finns listade i Catalogue of Life.